# Kadadalamari, Chintamani
Kadadalamari là một làng thuộc tehsil Chintamani, huyện Chikkaballapur, bang Karnataka, Ấn Độ.